# Pentium III
 (mai 2022).
Si vous disposez d'ouvrages ou d'articles de référence ou si vous connaissez des sites web de qualité traitant du thème abordé ici, merci de compléter l'article en donnant les références utiles à sa vérifiabilité et en les liant à la section « Notes et références ».
Pentium II Pentium 4
Le Pentium III est un microprocesseur de la gamme x86 d'Intel. Il est de la 6e génération, comme le Pentium II et le Pentium Pro.
Cinquième processeur vendu sous la marque Pentium après le Pentium, le Pentium MMX, le Pentium Pro et le Pentium II, il est développé sous le nom de code Katmai et sort fin février 1999. Il se distingue de son prédécesseur le Pentium II par l'ajout de 70 nouvelles instructions vectorielles SSE (SIMD), exécutées par des unités distinctes (entiers vectoriels), ou par les FPUs (flottants vectoriels).
Le Pentium III a connu toute une gamme de production avec des fréquences allant de 450 MHz à 1,4 GHz pour les derniers modèles sortis (Tualatin), les modèles successifs étant gravés en 0,25 μm = 250 nm (Katmaï), 0,18 μm = 180 nm (Coppermine) puis 0,13 μm = 130 nm (Tualatin). Son bus système est de 100 MHz (chipset BX) sur les premières générations et passe ensuite à 133,33 MHz. 
D'abord proposé avec un chipset BX et la mémoire SDRAM, il est plus tard proposé avec un chipset i820 associé à de la Rambus mais des problèmes de chipset (on ne peut utiliser que deux barrettes mémoire) et le coût élevé de la Rambus ont fait de l'i820 un échec commercial ; l'i810 et l'i815 eurent un meilleur succès.
Distribué à ses débuts sous forme de cartouche au format Slot 1 jusqu'aux versions 1 000 MHz, le Pentium III passe ensuite au format socket 370 jusqu'à la fin de sa commercialisation. Les versions sur cartouches disposent d'un cache L2 de 512 Kio, sur carte fille, qui fonctionne à la moitié de la fréquence du microprocesseur. Les versions socket 370 intègrent 256 Kio de L2 directement sur le die pour un accès plus rapide (et une fréquence identique au microprocesseur), et 512 Kio pour le Pentium III-S destiné aux serveurs.
Le Pentium III supporte la configuration multiprocesseur : les cartes mères commercialisées acceptent au maximum quatre processeurs. 
Il existe pour serveur et station de travail les Pentium III Xeon, disponibles en cartouche Slot 2, similaire à celle des Pentium II mais celle-ci, de forme différente, supporte des fréquences plus élevées que les modèles slot 1 et permet d'embarquer un système de refroidissement plus efficace. Son niveau de prix l'adressait plus particulièrement aux entreprises.
Le processeur Pentium III (en version spéciale) est utilisé sur la console de jeu vidéo Xbox.
La version 1 133 MHz du Pentium III Coppermine fut vite retirée de la vente et de la production car cette fréquence posait un problème de rayonnement interne, ce qui rendait le microprocesseur instable.

## Versions

### VersionsSlot 1- S.E.C.C.2
- Katmai, 0,25 µm = 250 nm, FSB 100 MHz, 32 Kio cache L1, 512 Kio cache L2 externe
  - 450, 500, 550, 600 MHz
- Katmai, 0,25 µm = 250 nm, FSB 133 MHz, 32 Kio cache L1, 512 Kio cache L2 externe
  - 533B, 600B, MHz
- Coppermine, 0,18 µm = 180 nm, FSB 100 MHz, 256 Kio cache L2
  - 550E, 600E, 650, 700, 750, 800, 850, 1 000 MHz
- Coppermine, 0,18 µm = 180 nm, FSB 133 MHz, 256 Kio cache L2
  - 533EB, 600EB, 667, 733, 800EB, 866, 933, 1 000B, MHz

### VersionsSocket 370
- Coppermine, 0,18 µm = 180 nm, FSB 100 MHz, 256 L2, Socket 370 FC-PGA
  - 500E, 550E, 600E, 650, 700, 750, 800, 850, 900, 1 000, 1 100 MHz
- Coppermine, 0,18 µm = 180 nm, FSB 133 MHz, 256 L2, Socket 370 FC-PGA
  - 533EB, 600EB, 667, 733, 800EB, 866, 933, 1 000B, 1 133 MHz
- Coppermine-T, 0,18 µm = 180 nm, FSB 133 MHz, 256 L2, Socket 370 FC-PGA/FC-PGA2
  - 800EB, 933, 1 000B, 1 133 MHz
- Tualatin, 0,13 µm = 130 nm, FSB 133, 256 L2, Socket 370 FC-PGA2
  - 1 000A, 1 133A, 1 200, 1 333, 1 400 MHz
- Tualatin, 0,13 µm = 130 nm, FSB 133 MHz, 512 L2, Socket 370 FC-PGA2 
  - 1 133, 1 266, 1 400 MHz (Pentium III-S)